# Monique Rutler
Monique Elisabeth Rutler  née le 2 février 1941 à Mulhouse est une monteuse et réalisatrice de cinéma franco-portugaise.

## Biographie
Monique Rutler est née le 2 février 1941, à Mulhouse, en Alsace,.
Après la mort de son père, au début des années 1950, elle s'installe au Portugal avec sa mère, où elle étudie au lycée français de Lisbonne. Son premier contact avec le cinéma se fait par l'intermédiaire d'une tante qui travaille à la cinémathèque française,.
Elle rentre en France. Elle travaille à l'aéroport de Paris-Orly. Elle épouse un Portugais avec qui il a deux enfants,,.
En 1969, elle retourne au Portugal où elle s'installe définitivement,. Une fois à Lisbonne, il s'inscrit à l'Instituto das Novas Profissões dans le cursus Cinéma, puis s'inscrit à l'École supérieure de théâtre et de cinéma de Lisbonne,.
Elle commence sa carrière professionnelle en tant que stagiaire pour le réalisateur António de Macedo, dont elle est l'élève à l'Instituto das Novas Profissões, dans le film A Promessa, en 1972,.
Elle s'affirme comme monteuse et assistante réalisatrice. Elle travaille avec plusieurs réalisateurs, parmi lesquels : António de Macedo, Carlos Vasconcelos, Fernando Matos Silva, José Fonseca e Costa, José Nascimento, José Ribeiro Mendes et Manoel de Oliveira,.
Après la révolution du 25 avril, elle rejoint Cinequipa, l'une des coopératives cinématographiques nées au Portugal à cette époque,. Avec les journalistes Maria Antónia Palla et Antónia Sousa, elle réalise le documentaire O Aborto é Não Crime (L'avortement n'est pas un crime), qui fait partie de la série documentaire Mulher. Diffusé en février 1976, le film montre un avortement. La direction de la maternité Alfredo da Costa, porte plainte contre la journaliste pour exercice illégal de la médecine. Maria Antónia Palla est jugée et acquittée en 1979. Ce procès lance le débat pour la dépénalisation de l'avortement au Portugal,,,.
Elle réalise son premier long métrage, Velhos São os Trapos, en 1979
Elle est mariée au scénographe Fernando Filipe .

## Prix et distinctions
- membre del Académie portugaise du cinéma, 2018[11].

- Woman Filmmaker Award, Porto Femme Festival, 2019[12].

## Filmographie sélectionnée

### Réalisation
- O Aborto Não É Crime, 1975 [7]
- Assoa o Nariz e Porta-te Bem, téléfilm, 1981 [13]
- Velhos São os Trapos, docu-fiction sur les problèmes de la vieillesse, 1979  [14]
- Jogo de Mão, nommé pour le Lion d'or, 1984[15]
- O Carro da Estrela, documentaire sur le cinéaste António Lopes Ribeiro , 1989 [16],[17]
- Solo de Violino, film inspiré de la biographie d'Adélaïde Coelho da Cunha, 1992[18],[19]

### Montage[20]
- As Armas e o Povo, 1975 [21]

- Argozelo : À Procura dos Restos das Comunidades Judaicas, réalisé par Fernando Matos Silva, 1977 [22]
- Terra de Pão, Terra de Luta, réalisé par José Nascimento, 1977
- 1979 - Autoportrait, Ivone Silva : A Faz Tudo, du réalisateur José Fonseca e Costa, 1979 [23]
- Francisca, réalisé par Manoel de Oliveira, 1981 [24],[25],[26]
- Rita, réalisé par José Ribeiro Mendes, 1981 [27]
- Armando, réalisé par Carlos Vasconcelos, 1984 [28],[24]